# Гридинская (Кирилловский район)
Гридинская — деревня в Кирилловском районе Вологодской области.
Входит в состав Коварзинского сельского поселения, с точки зрения административно-территориального деления — в Коварзинский сельсовет.
Расстояние по автодороге до районного центра Кириллова — 43 км, до центра муниципального образования Коварзино — 7 км. Ближайшие населённые пункты — Крапивинская, Олюшино, Ивашково-1.
По переписи 2002 года население — 7 человек.
Упоминается в литературе, как село «Гридино» в повести Юрия Коваля «Чистый Дор», в главе «Кепка с карасями».